# (6879) Hyogo
(6879) Hyogo ist ein Asteroid des Hauptgürtels, der am 14. Oktober 1994 vom japanischen Astronomen Kazuyuki Itō am Sengamine-Observatorium (IAU-Code 410) in der japanischen Präfektur Hyōgo entdeckt wurde.
Der Asteroid wurde nach der Präfektur benannt, in der er entdeckt wurde.